# Bahnhof Wuppertal-Steinbeck
Der Bahnhof Wuppertal-Steinbeck ist ein aus den Bahnhofsteilen Personenbahnhof und Güterbahnhof bestehender Bahnhof an der Bahnstrecke Düsseldorf–Elberfeld im Wuppertaler Stadtteil Elberfeld. Das ehemalige Empfangsgebäude wurde 1913 gebaut und ist seit dem 29. Juli 1991 denkmalgeschützt; es ersetzte ein älteres, das zwischen 1860 und 1870 errichtet wurde.

## Geschichte

### Privatbahn

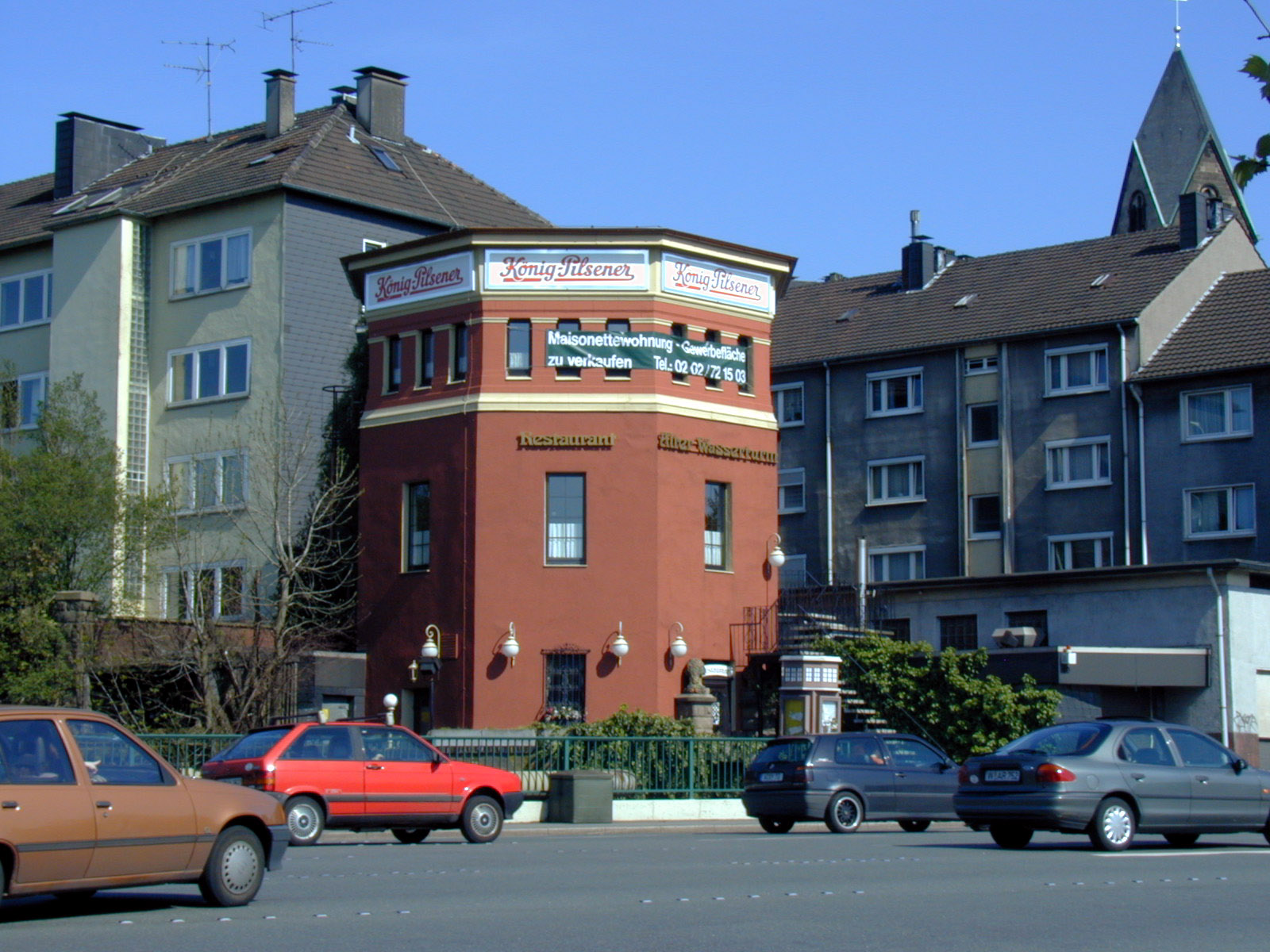
Wasserturm des Bahnhofs

Im Jahr 1841 wurde die Bahnstrecke Düsseldorf–Elberfeld der Düsseldorf-Elberfelder Eisenbahn-Gesellschaft als eine der ersten im Westen Deutschlands eröffnet. Aufgrund der topografischen Gegebenheiten endete die Bahnstrecke hier ca. einen Kilometer vor dem Elberfelder Stadtzentrum an der Gemarkung des alten Hofes Steinbeck. Dort wurde zunächst ein wenig repräsentatives Empfangsgebäudes für den Endbahnhof errichtet.
Wenige Jahre später wurde die Bahnstrecke Elberfeld–Dortmund der Bergisch-Märkischen Eisenbahngesellschaft aus Richtung Dortmund gebaut, die ihrerseits zunächst auf der anderen Seite von Döppers Berg endete. Am 28. Dezember 1848 erfolgte der Bergdurchstich, der die beiden Bahnstrecken miteinander verband, eine durchgehende Verbindung im Tal der Wupper ermöglichte und Steinbeck zu einem Durchgangsbahnhof wandelte. Der im Einschnitt errichtete Elberfelder Bahnhof übernahm bereits ab 1849 die Funktion als wichtigster Elberfelder Personenbahnhof.
Zwischen 1860 und 1870 wurde das Empfangsgebäude errichtet, zugleich wurden auf dem weitläufigen Gelände umfangreiche Güterbahnbereiche sowie ein Verschiebebahnhof, Freiladegleise und ein Bahnbetriebswerk mit Drehscheibe und Rundschuppensegmenten eingerichtet, da der Bahnhof Elberfeld dafür keinen Raum bot.

### Preußische Staatseisenbahnen
Im Laufe der nächsten Jahre verlor der Bahnhof Steinbeck gegenüber dem zentraler gelegenen, nur knapp einen Kilometer entfernten Bahnhof Elberfeld stark an Bedeutung und verlor einen Großteil der Halte der überregionalen Züge. Mit dem Bau der Burgholzbahn wurde Steinbeck 1891 zu einem Trennungsbahnhof.
Jenseits einer Brücke über die Gleise am Bahnhof, der heutigen Wuppertaler Südbrücke, wurde der Wasserturm des Bahnhofs errichtet, der nach Aufgabe seiner ursprünglichen Nutzung zeitweilig als Restaurant diente.
Bis 1914 erfolgte der viergleisige Ausbau der Bahnstrecke. Damit einher ging eine größere Umgestaltung des Bahnhofsareals, der Rundschuppen wurde durch ein rechteckiges Bauwerk ersetzt. Auch das Empfangsgebäude wurde 1913 durch den heutigen Repräsentationsbau ersetzt.

### Deutsche Reichsbahn

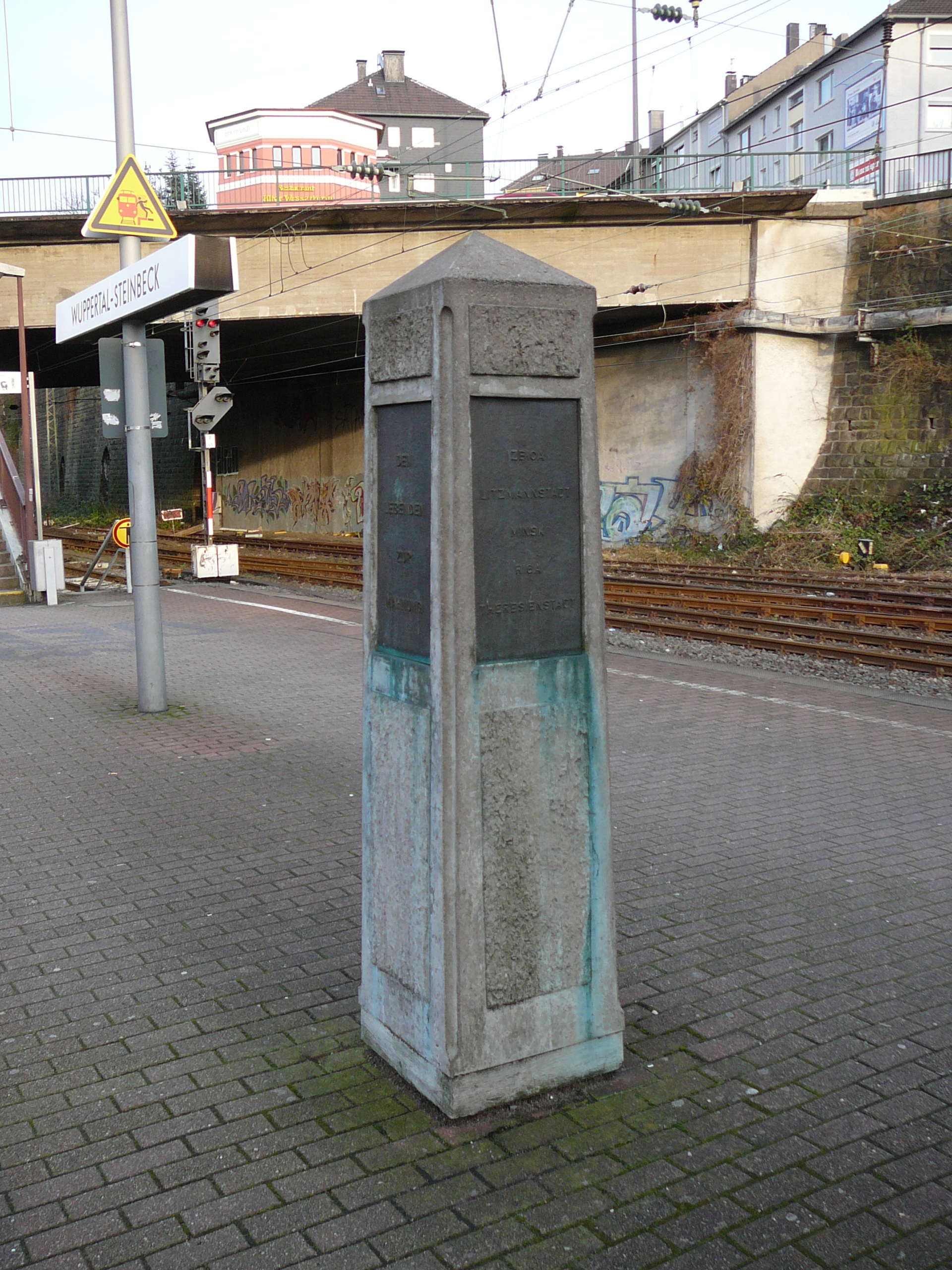
Der Obelisk zum Gedenken an die Judendeportation

In der späteren Phase der Zeit des Nationalsozialismus liegt das dunkelste Kapitel in der Geschichte des Bahnhofs: Die Deportation von über 1000 jüdischen Bürgern Wuppertals über osteuropäische Ghettos in die nationalsozialistischen Vernichtungslager fand ab dem Bahnhof Steinbeck statt. Auf dem Bahnsteig erinnert ein beschrifteter Obelisk aus Stein an die fünf stattgefundenen Massentransporte.
Bei den Luftangriffen auf Elberfeld wurde das Empfangsgebäude erheblich beschädigt, das Walmdach mit dem Rundgiebel über den Eingangsbereich, sowie der Uhrenturm im Zentrum wurden nicht wieder aufgebaut.

### Deutsche Bundesbahn / Deutsche Bahn

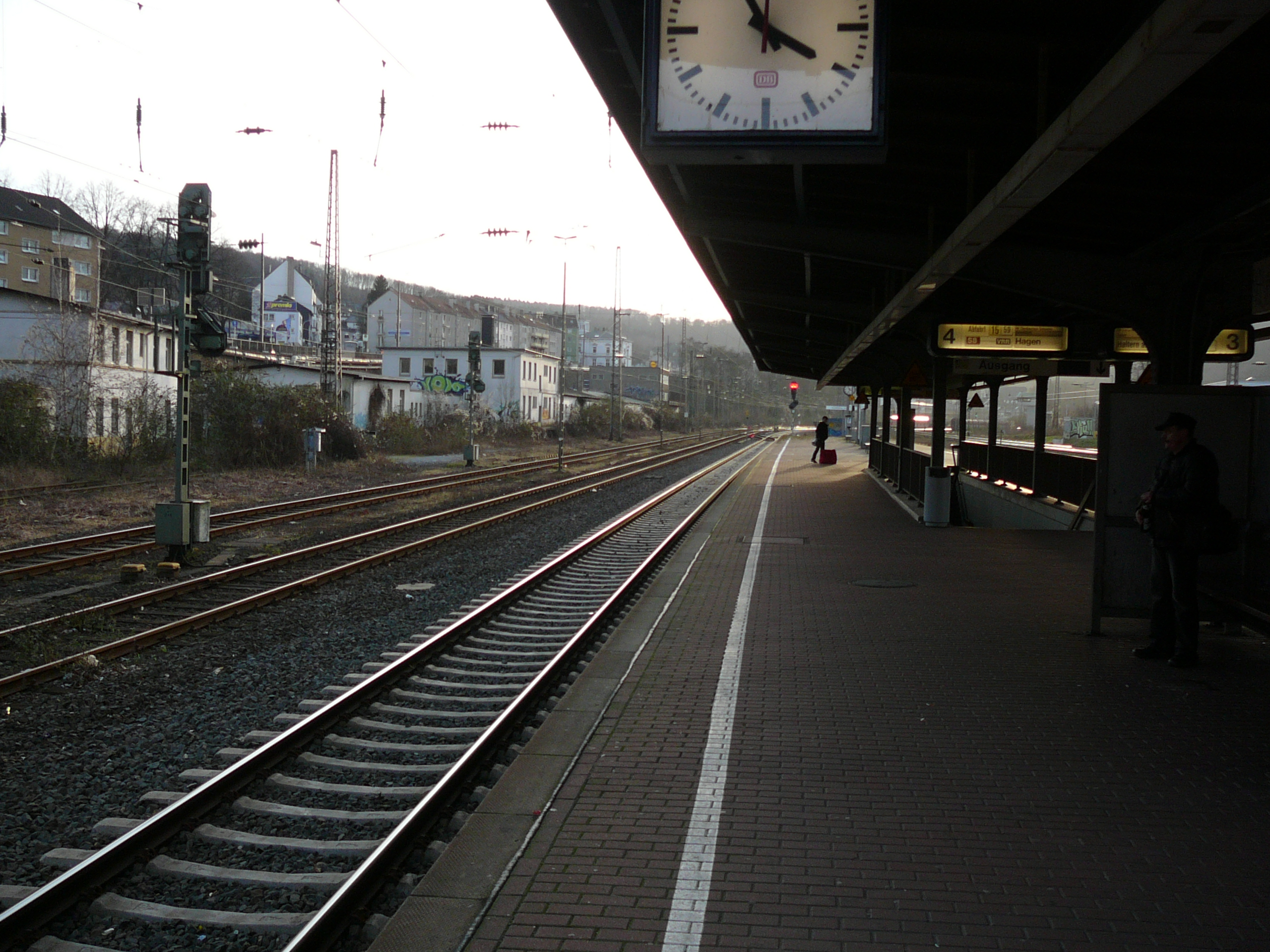
Der Bahnsteig

In der zweiten Hälfte des 20. Jahrhunderts starteten in Steinbeck vierteljährlich die Transporte der Wehrpflichtigen des Kreiswehrersatzamtes Wuppertal zu den Orten ihres Grundwehrdienstes. Auch das per Bahn transportierte Material der im Laufe der Geschichte in den Wuppertaler Kasernen stationierten Einheiten der Wehrmacht, der britischen Streitkräfte und der Bundeswehr wurde in Steinbeck verladen.
In den 1980er Jahren wurde der Bahnhof mit dem Ausbau des S-Bahnnetzes und den allgemein einsetzenden Rückbaumaßnahmen weiter in seiner Bedeutung beschränkt. Die Güterverladung und der Verschiebebahnhof wurden vollständig aufgelassen; die umfangreichen Gleisanlagen wurden mit Gewerbeflächen und dem Einkaufszentrum Steinbecker Meile größtenteils überbaut.
Durch die Optimierung der Ferngleise fiel gegen Ende des 20. Jahrhunderts der nördliche Bahnsteig ersatzlos weg und nach Stilllegung der Burgholzbahn hielt seit dem 29. Mai 1988 nur noch die S-Bahnlinie S8 an dem Bahnhofsteil. Seit dem 15. Dezember 2003 kam die neu geschaffene S-Bahnlinie S9 hinzu, die Nachfolger der Linie N9 bzw. RB49 ist. Seit dem 15. Dezember 2020 halten hier auch die Züge der nach Wuppertal Hbf verlängerten S28. Von der Südbrücke führt eine Treppe zum Bahnsteig.
| Linie | Verlauf | Takt                                                                       | Betreiber |
| ----- | --- | -------------------------------------------------------------------------- | --------- |
| S 8   | Hagen Hbf – HA-Wehringhausen – HA-Heubing – HA-Westerbauer – Gevelsberg-Knapp – Gevelsberg Hbf – Gevelsberg-Kipp – Gevelsberg West – Schwelm – Schwelm West – W-Langerfeld – W-Oberbarmen – W-Barmen – W-Unterbarmen – Wuppertal Hbf – W-Steinbeck – W-Zoologischer Garten – W-Sonnborn – W-Vohwinkel – Haan-Gruiten – Hochdahl-Millrath – Hochdahl – Erkrath – D-Gerresheim – D-Flingern – Düsseldorf Hbf – D-Friedrichstadt – D-Bilk – D-Völklinger Straße – D-Hamm – NE Rheinpark-Center – NE Am Kaiser – Neuss Hbf – Büttgen – Kleinenbroich – Korschenbroich – MG-Lürrip – Mönchengladbach Hbf Stand: Fahrplanwechsel Dezember 2023 | 30 min 60 min (Hagen–Oberbarmen) 20 min (Oberbarmen–M’gladbach wochentags) | DB Regio  |
| S 9   | Linienweg 1: Haltern am See – Marl-Hamm – Marl Mitte – GE-Hassel – GE-Buer Nord – Linienweg 2: Recklinghausen Hbf – Herten (Westf) – Hauptlinienweg: Gladbeck West – Bottrop-Boy – Bottrop Hbf – E-Dellwig Ost – E-Gerschede – E-Borbeck – E-Borbeck Süd – Essen West – Essen Hbf – E-Steele – E-Überruhr – E-Holthausen – E-Kupferdreh – Velbert-Nierenhof – Velbert-Langenberg – Velbert-Neviges – Velbert-Rosenhügel – Wülfrath-Aprath – W-Vohwinkel – W-Sonnborn – W-Zoologischer Garten – W-Steinbeck – Wuppertal Hbf – W-Unterbarmen – W-Barmen – W-Oberbarmen – W-Langerfeld – Schwelm West – Schwelm – Gevelsberg West – Gevelsberg-Kipp – Gevelsberg Hbf – Gevelsberg-Knapp – HA-Westerbauer – HA-Heubing – HA-Wehringhausen – Hagen Hbf Stand: Fahrplanwechsel Dezember 2023 | 60 min (je Linienast) 30 min (Gladbeck–Wuppertal) 60 min (Wuppertal–Hagen) | DB Regio  |
| S 28  | Kaarster See – Kaarster Bahnhof – Kaarst Mitte/Holzbüttgen – IKEA Kaarst – Neuss Hbf – NE Am Kaiser – NE Rheinpark-Center – D-Hamm – D-Völklinger Straße – D-Bilk – D-Friedrichstadt – Düsseldorf Hbf – D-Flingern – D-Gerresheim – Erkrath Nord – Neanderthal – Mettmann Zentrum – Mettmann Stadtwald – Hahnenfurth-Düssel – W-Vohwinkel – W-Zoologischer Garten – W-Steinbeck – Wuppertal Hbf Stand: Fahrplanwechsel Dezember 2023 | 20/40 min (wochentags) 30 min (Wochenenden/Feiertage)                      | Regiobahn |

Zu Beginn des 21. Jahrhunderts stand zur Diskussion, den südlichen Teil des Bahnhofgeländes als Projekt Mediapark Wuppertal zu entwickeln und Unternehmen der Medienbranche dort anzusiedeln. 2006 wurden diese Pläne fallen gelassen. Das 1991 unter Baudenkmalschutz gestellte Empfangsgebäude wurde im Jahr 2007 umfangreich saniert und mit einer umgestalteten Dachetage versehen. Neben Firmen nutzt ein großflächiger Biosupermarkt das Gebäude.

## Bahnbetriebswerk
1914 wurde am westlichen Ende des Bahnhofes ein neues Bahnbetriebswerk (Bw) errichtet, das die bisherigen Anlagen direkt gegenüber dem Bahnhofsgebäude ablöste. Es wurde als Rechteckschuppen mit einer innenliegenden Schiebebühne ausgeführt, an der östlichen Seite gab es eine Drehscheibe.
In den Jahren 1953 bis 1955 wurde das Bw zu einem Diesel-Bw umgebaut, dem ersten in der Bundesbahndirektion Wuppertal.
Die Drehscheibe wurde entfernt. Auch die Schiebebühne wurde ausgebaut, dafür erhielten alle Schuppengleise Einfahrten von außen.
1992 endete die Zeit als eigenständige Dienststelle Bw Wuppertal und das Betriebswerk unterstand bis zu dessen Auflösung Ende des 20. Jahrhunderts dem Bw Köln 2. 2002 endete auch die Zeit als Außenstelle, die Lokomotiven wurden im Bw Köln Gremberg gewartet. 2015 wurde der Lokschuppen abgerissen, die Lokleitung soll an einen Nachnutzer verkauft werden. Das ehemalige Nebenlager und das ehemalige Stellwerk 2 stehen unter Denkmalschutz.
Zu Dampflokzeiten waren hier die Baureihen 38, 55, 56, 64, 74, 78, 86, 92 und 94 stationiert. Ab 1934 kamen auch Dieseltriebwagen hinzu. Nach dem Zweiten Weltkrieg kamen auch V 36 hierher. 1953 wurden die ersten Uerdinger Schienenbusse hier stationiert, zunächst nur VT 95, ab 1959 auch VT 98. Nach der V 60 und der V 100 wurden auch V 90 hier stationiert, daneben auch Kleinlokomotiven und Turmtriebwagen und andere Arbeitsfahrzeuge.